# Collinias heterostigmus
Collinias heterostigmus är en tvåvingeart som först beskrevs av Perkins 1905.  Collinias heterostigmus ingår i släktet Collinias och familjen ögonflugor. Inga underarter finns listade i Catalogue of Life.